# Wilmer Ulloa
Ulloa  Rodríguez est un nom espagnol. Le premier nom de famille, en général paternel, est Ulloa ; le second, en général maternel, souvent omis, est Rodríguez.
Wilmer Ulloa Rodríguez, né le 9 mars 1991, est un coureur cycliste colombien, évoluant sur route et sur piste.

## Palmarès sur route
- 2016
  - 1re étape du Tour of America's Dairyland
- 2018
  - 2e étape du Tour of America's Dairyland
  - Fitchburg Festival of Speed
  - 2e étape de l'Intelligentsia Cup

## Palmarès sur piste

### Championnats de Colombie
- Cali 2012
  -  Médaillé d'argent de la course scratch des XIX Juegos Deportivos Nacionales[1].
- Medellín 2013
  -  Médaillé d'argent de la poursuite par équipes (avec Sebastián Molano, Yeison Chaparro et Camilo Ulloa)[2].
- Medellín 2016
  -  Médaillé d'argent de la poursuite par équipes (avec Javier Gómez, Diego Ochoa et Yeison Chaparro)[3].
- Cali 2017
  -  Médaillé de bronze de la vitesse par équipes (avec Anderson Parra et Alexander Colmenares)[4].
  -  Médaillé de bronze de la poursuite par équipes (avec Javier Gómez, Julián Molano et Diego Ochoa)[5].
  -  Médaillé de bronze de la course scratch[6].